# Букила (Бакау)
Букила (рум. Buchila) насеље је у Румунији у округу Бакау у општини Николаје Балческу. Oпштина се налази на надморској висини од 303 m.

## Становништво
Према подацима из 2002. године у насељу је живело 588 становника, од којих су сви румунске националности.